# Mitch Malloy
Mitch Malloy es un cantante, compositor y productor estadounidense. También se desempeña como masterizador e ingeniero de grabación.

## Biografía
Creció en la pequeña ciudad de Dickinson, en Dakota del Norte (Estados Unidos) junto a sus cinco hermanos mayores. El primero que se dio cuenta de su talento (con tan solo 6 años), fue su maestro de primer grado, cuando vio que su voz destacaba por encima de la del resto de la clase. Siempre era elegido para cantar los solos principales en las actuaciones escolares o en el coro de la iglesia. Ya con 12 años, tomó prestada la guitarra de su hermana, a quien nunca se la devolvió, ya que formó un grupo con sus compañeros de clase. Juntos aprendían canciones de Led Zeppelin, ZZ Top, Heart, etc. y Mitch se sentía tan bien sobre un escenario, oyendo su guitarra sonar por toda la sala, que supo que eso era lo que quería hacer el resto de su vida. Sus siguientes profesores le convencieron para que se dedicara a la música, con lo que Mitch se mudó a Nueva York.
Tras unos años, encontró finalmente al mánager Richard Sanders. Grabó su primer disco ("Mitch Malloy"), en 1992, en Los Ángeles, del cual vendió más de cien mil copias, con éxitos como "Anything At All". Su segundo álbum, más maduro, le consolidó como cantante contemporáneo. Este disco se tituló "Ceilings & Walls" (1994). En él cuenta con artistas como Paul Carrack y Mike Rutherford.
Mitch se mudó de Nueva York a Nashville, y allí empezó a trabajar en lo que sería su tercer (y de momento, último) trabajo, "Shine", publicado en el año 2001. En este álbum se incluyen grandes temas como "You Lift Me", "It's About Love" o "Draw The Line" 
Mitch Malloy fue por un cortísimo tiempo vocalista líder de la banda de hard rock Van Halen. Como todos los vocalistas de la banda, era poco habitual que pudiera ejercer algún tipo de mandato. Fue invitado a unirse a la banda después de la salida de Sammy Hagar en 1996, aceptó la posición y se incorporó con la banda un par de veces. Ellos grabaron demos de Malloy cantando canciones clásicas de Van Halen. 
Sin embargo, la banda decidió aparecer en MTV Video Music Awards de 1996 con el exvocalista David Lee Roth (quien actuó con Van Halen desde 1974-1985 y que recientemente había grabado dos nuevas canciones con la banda para un álbum recopilatorio, pero no fue miembro de la banda a pesar de que el mismo pensaba que sí formaba parte de ella). En este momento el público no sabía nada acerca de la participación de Malloy con la banda. 
Malloy no estaba al tanto de la aparición del grupo en MTV sino hasta el último momento y consideró que, en vista de esto, la banda estaba haciendo prácticamente que cualquier cantante fuera popular nuevamente con Van Halen después de David Lee Roth. De inmediato llamó a Michael Anthony para expresarle que pensaba que esta decisión era un error, pero la aparición de la banda siguió adelante. 
En seguida, Malloy envió una carta a la dirección de Van Halen donde explicaba sus puntos de vista y anunciaba su salida definitiva de la banda. Ninguna de las grabaciones durante su estancia en la banda fue lanzada al público, aunque en algunas entrevistas Malloy sugiere que todavía tiene copias de las mismas.

## Discografía
Como solista
- 1992 - Mitch Malloy
- 1994 - Ceilings and Walls
- 2001 - Shine
- 2004 - The Best of Mitch Malloy
- 2008 - Faith
- 2011 - Mitch Malloy II
- 2012 - Shine On

Malloy
- Malloy '88 (2003)

Fluid Sol
- Fluid Sol (2004)

South Of Eden
- South Of Eden (2010)

Infinity
- Infinity (2012)